# 桃花泣血記 (電影配樂)
〈桃花泣血記〉，是一首由詹天馬與王雲峰創作於1932年的電影宣傳曲和台語流行歌曲，原唱純純。由於受到歡迎讓人印象深刻，成為當時打開歌曲唱片市場的重要作品。

## 歌曲簡介

### 詞曲背景
1931年後，片商進口中國上海聯華影業出品的黑白默片《桃花泣血記》，在當時臺灣最繁華的大稻埕永樂座公開首映，電影業者為加強宣傳，吸引觀眾前來觀看，並委由當時臺北大稻埕地區著名的辯士（電影解說員）詹天馬與王雲峰，依據電影宣傳單的劇情本創作詞曲以作配樂進行宣傳；詹天馬運用臺灣民間四句聯的傳統手法，以每句七言的七字仔創作敘事歌詞，再敦請作曲家王雲峰為之譜曲，電影主題宣傳歌曲〈桃花泣血記〉於是完成。詞曲完成後，片商雇用小型樂隊在永樂町及太平町沿街演奏該曲，以吸引大眾前往戲院觀賞該片。後來，隨著該片受到歡迎，該曲也因此聞名各地，古倫美亞唱片更將該曲灌錄成唱片發行。

### 踩街宣傳
此後，電影業者精心訓練數位妙齡少女，組織成一支宣傳隊伍，每天在臺北繁華地區進行踩街，少女們打扮成劇中主要角色們的造型，由樂團隨行伴奏，在穿街走巷中大聲演唱〈桃花泣血記〉。創新的宣傳手法，轟動全台，也帶動台語流行歌盛況，〈桃花泣血記〉很快地風行各地，電影與歌曲雙雙紅極一時。

### 唱片發行
古倫美亞唱片會社(Columbia)負責人日籍栢野正次郎邀請奧山貞吉編曲，禮聘歌仔戲唱將純純小姐主唱，灌錄並發行唱片，〈桃花泣血記〉成為臺灣史上第一首臺語流行歌曲。三○年代，當時留聲機78轉蟲膠曲盤，單面最長僅能錄製3分30秒。電影《桃花泣血記》為片長1小時28分鐘的黑白默片，主題曲的長度亦超過5分30秒。受到曲盤錄音技術性的限制，〈桃花泣血記〉一曲因此須作上、下二集，分錄成兩片曲盤。

## 演唱
該曲屬七字仔調形式，以在演唱時配合劇情作出變化。原始歌詞長達 280 字，是以相同的旋律，填上十段歌詞。舞臺上為配合有限的演出時間，常見只擷取部分段落演唱。

## 歌詞（十段）

### 上
人生相（親）像桃花枝，有時開花有時死，花有春天再開期，人若死去無活時。
戀愛無分階級性，第一要緊是真情，琳姑出世歹環境，相似桃花彼（遐）薄命。
禮教束縛非現代，最好自由的世界，德恩老母無理解，雖然有錢都也害。
德恩無想是富戶，堅（專）心實意愛琳姑，免驚僥負來相悞（誤），我是男子無糊塗。
琳姑自本也愛伊，相信德恩無懷疑，結他兩緣（結合良緣）甚（真）歡喜，相似金枝（兩心相近）不甘離。

### 下
愛情愈好事愈多，頑固老母真囉嗦，富男貧女不該好，強激平地起風波。
離別愛人蓋艱苦，相似鈍刀割腸肚，傷心啼哭病倒舖，悽慘失戀行末路。
壓迫子兒過無理，家庭革命隨時起，德恩走去欲（要）見伊，可憐見面已經死。
文明社會新時代，戀愛自由即（才）應該，階級拘束是有害，婚姻制度著大改。
做人父母愛注意，舊式禮教著拋棄，結果發生甚（啥）代誌，請看桃花泣血記。

## 外部鏈結
- 桃花泣血記 （页面存档备份，存于）
- 臺灣大百科全書-桃花泣血記
- 桃花泣血記---純純演唱（飛虎拉吉歐製播） - YouTube （页面存档备份，存于）